# Vierdradige meun
De vierdradige meun (Enchelyopus cimbrius) is een vis uit de orde van de kabeljauwachtigen. Volgens FishBase behoort hij tot een aparte familie, de Lotidae (kwabalen), maar volgens ITIS is dit een onderfamilie van de kabeljauwen (Gadidae).

## Beschrijving
De vierdradige meun is roodbruin met een gele tint van boven, hij heeft grijze flanken en een witte buik. De volwassen vis is gewoonlijk 30 cm lang en kan 41 cm lang worden. De vis heeft vier tastdraden, één aan de kin, twee bij de voorste neusgaten en één op de bovenkaak. De eerste rugvin heeft één lange vinstraal en daarna 40-45 kleine vinstraaltjes, de tweede rugvin heeft 45-53 vinstralen.

## Verspreiding en status
De vierdradige meun komt voor op het continentaal plat van het noordelijk deel van de Atlantische Oceaan van de Golf van Biskaje tot de Barentszzee, via Groenland naar Noord-Amerika tot het noorden van de Golf van Mexico.
De vis heeft een voorkeur voor zeebodems met zand en modder op een diepte tussen 20 en 650 meter. De vierdradige meun komt zeer sporadisch voor langs de kusten van de Lage Landen.